# 기세중
기세중(1990년 10월 17일 ~)은 대한민국의 뮤지컬 배우다. 2013년 뮤지컬 '미스터 온조'로 데뷔했다.

## 방송
- 팬텀싱어 1 (2016) - Top16(13위)

## 음반
- 팬텀싱어 Episode 3 (2016)
- 팬텀싱어 Episode 5 (2016)
- 팬텀싱어 Episode 6 (2017)
- 팬텀싱어 Episode 7 (2017)
- 불후의 명곡 - 전설을 노래하다 (우리들의 청춘과 사랑이야기, 작사가 박주연2) (2018)
- bare the musical (2020)
- 뮤지컬 [메리셸리] (2021)
- 불후의 명곡 - 부부 작곡가·작사가 남국인&故정은이 편 1부 (2021)